# Holocheila longipedunculata
Holocheila longipedunculata là một loài thực vật có hoa trong họ Hoa môi. Loài này được S.Chow mô tả khoa học đầu tiên năm 1962.